# Conservatorio dell'Assunta

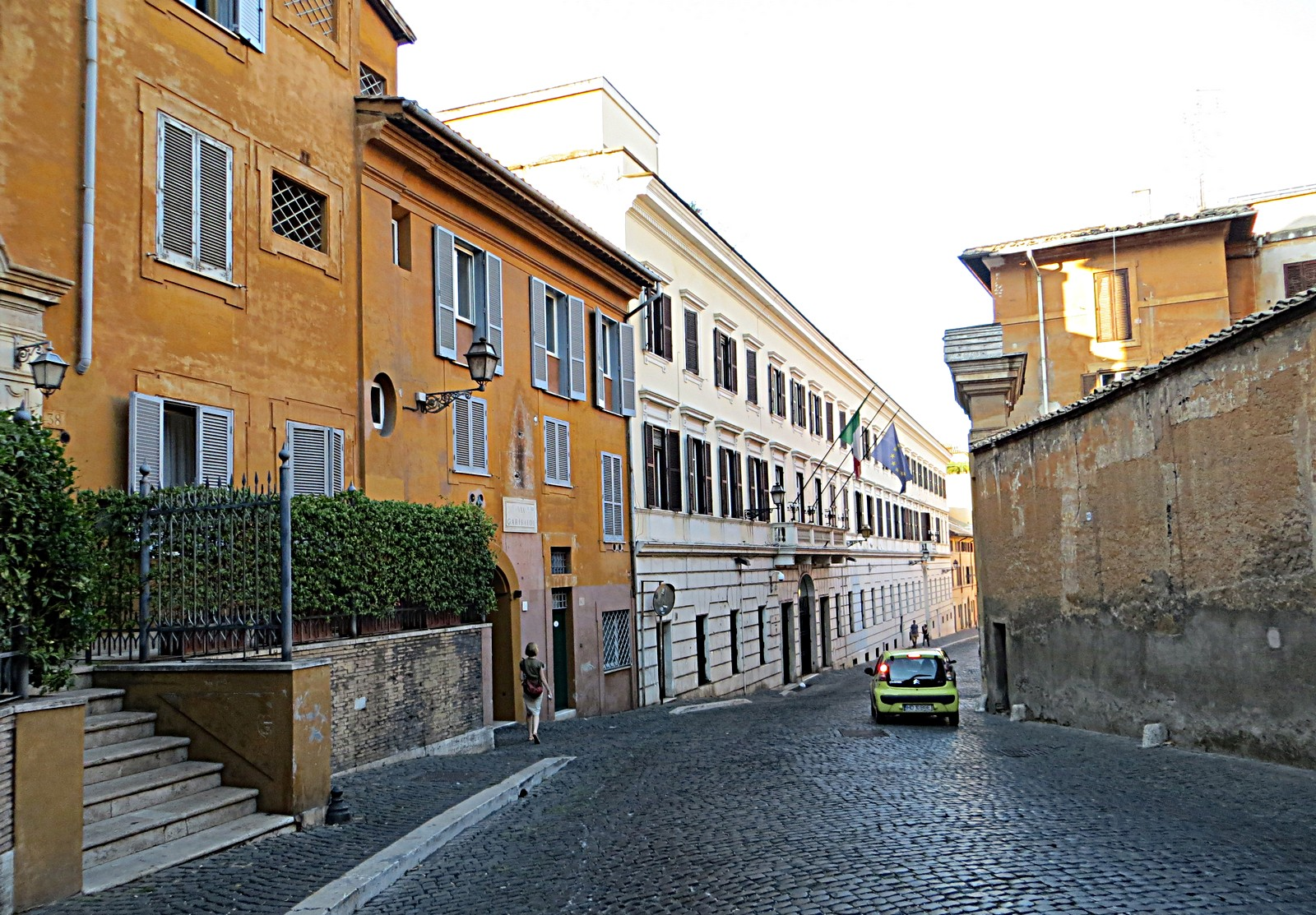
O palácio ocre na extremidade esquerda da imagem é o Conservatorio dell'Assunta. Na Via Garibaldi estão ainda o palácio conhecido como Vecchia Fabbrica del Tabacco (atualmente um quartel dos Carabinieri), à esquerda, e o muro do Convento di Santa Maria dei Sette Dolori.

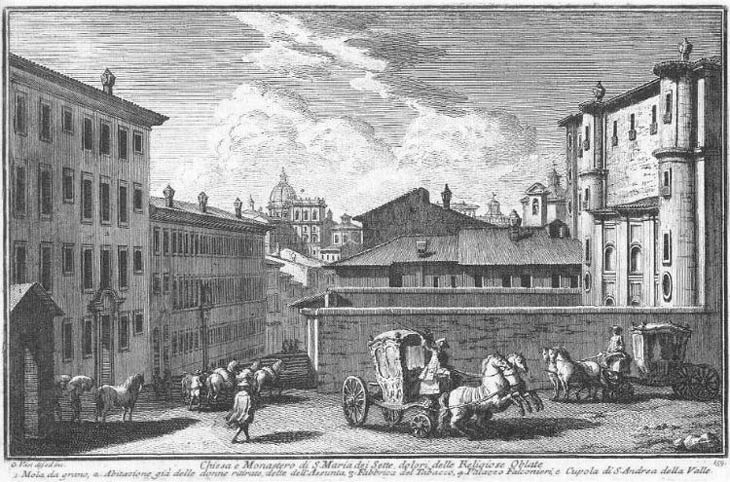
Mesma vista numa gravura de Giuseppe Vasi em 1759.

Conservatorio dell'Assunta é um palácio localizado no número 39 da Via Garibaldi, no rione Trastevere de Roma. Fundado por volta de 1740 pelo papa Bento XIV, era uma das muitas instituições no Trastevere cujo objetivo era cuidar de mulheres órfãs e sem marido com o nome de Conservatorio della Divina Clemenza. Em 1777, o edifício foi adquirido pelo papa Pio VI para ampliar o seu Conservatorio Pio e transformado, em 1792, numa fábrica na qual as próprias jovens podiam trabalhar na fabricação de roupas de linho. Um afresco preservado na Biblioteca do Vaticano mostra o edifício com suas cores originais (azul claro), bem diferente do atual tom de ocre utilizado a partir do século XIX.